# Tsalendjikha (municipalité)
Pour la ville, voir Tsalendjikha.
La municipalité de Tsalendjikha (en géorgien : წალენჯიხის მუნიციპალიტეტი, phonétiquement tsalendjikhis mounitsipalitéti) est un district de la région de Mingrélie-Haute Svanétie en Géorgie, dont la ville principale est Tsalendjikha. Au recensement de 2014, il comptait 26 158 habitants.